# Vara de Rey
Vara de Rey è un comune spagnolo di 561 abitanti situato nella comunità autonoma di Castiglia-La Mancia.